# Romain Sicard
Pour les articles homonymes, voir Sicard.
Romain Sicard, né le 1er janvier 1988 à Bayonne, est un coureur cycliste professionnel français, professionnel entre 2009 et 2021, reconverti en directeur sportif.
Champion du monde sur route espoirs et vainqueur du Tour de l'Avenir en 2009, il commence sa carrière professionnelle en Espagne en tant que membre de l'équipe continentale Orbea, puis rejoint la formation Euskaltel Euskadi entre 2010 et 2013. Entre 2014 et 2021, il court en France au sein de l'équipe Total Direct Énergie. Il arrête sa carrière de coureur en avril 2021 en raison de problèmes cardiaques et entame une reconversion dans l'encadrement sportif.

## Biographie

### Débuts cyclistes et parcours chez les amateurs
Romain Sicard est né le 1er janvier 1988 à Bayonne Formé, en minime et cadet, au Vélo-Club Tarnos (2002-2004), il rejoint l'Union Cycliste Colomiers pour deux années (2005 et 2006) en junior. Il remporte le Championnat des Landes en minime (2002) et en cadet (2004). Il est aussi sacré Champion de France de l'américaine cadet, avec Vincent Dauga, en 2004.
Lors de sa première année de junior, en 2005, il fait partie de l'équipe de l'US Colomiers Cyclisme qui remporte la 3e étape du Tour de Gascogne (contre-la-montre par équipes). En 2006, après avoir remporté la 2e étape, il remporte le classement général du Test d’Eyliac. Sur route, il se montre performant lors des épreuves de contre-la-montre et gagne même un titre régional en 2006 en étant sacré Champion de Midi-Pyrénées de contre-la-montre, de poursuite et de l'américaine (avec Azéma).
En 2007, il débute chez les amateurs avec le GSC Blagnac où il reste deux saisons. Il remporte la Ronde du Sidobre, le Championnat de Midi-Pyrénées de poursuite et de course aux points, ainsi que le Championnat de Haute-Garonne sur piste.
L'année 2008 révèle la polyvalence de Romain Sicard. En effet, en plus de décrocher le titre de champion de France du scratch, il se découvre d'autres qualités, lui qui est alors classé plutôt comme un spécialiste de la piste, remporte le Trophée de l’Essor, une épreuve généralement réservée aux grimpeurs. Ces résultats suscitent l'intérêt des équipes professionnelles.
Sa trajectoire et sa progression lui permettent d’être recruté par la Fundación Ciclista Euskadi. Suivant le plan de formation de l'équipe, il signe un contrat avec l'équipe continentale, Orbea, afin d'optimiser sa préparation et sa formation, avant de passer ultérieurement et si les résultats sont confirmés, chez Euskaltel-Euskadi (Catégorie ProTour).

### Carrière professionnelle

#### 2009: les débuts chez Orbea
Après avoir passé plusieurs séries de tests au siège de l'équipe, à Derio, en fin de saison 2008, il rejoint l'équipe continentale Orbea pour deux saisons (2009 et 2010). En tant que coureur basque, Romain Sicard rêve de rejoindre les rangs de la formation Euskaltel-Euskadi. Dès le début de la saison 2009, il n'a qu'une ambition : prouver qu'il a le niveau nécessaire.
Il remporte sa première victoire professionnelle lors de la Subida al Naranco. Quelques semaines plus tard, il s'impose en solitaire au Plateau de Beille, lors de la 3e étape de la Ronde de l'Isard (143 km).
Il signe le 10 juillet 2009 dans l'équipe Euskaltel-Euskadi pour deux saisons (2010 et 2011). Il devient le second coureur français à porter les couleurs de cette formation quinze ans après Thierry Elissalde.
Conséquence de son excellent début de saison 2009, il est sélectionné en équipe de France espoirs pour participer au Tour de l'Avenir, qui se déroule au début du mois de septembre. Il remporte la huitième étape (contre la montre individuel) et, s'étant classé second lors de la première étape et lors de l'étape reine qui arrivait à Gérardmer, il remporte le classement général final.
Aux championnats du monde de cyclisme sur route de Mendrisio (Suisse), il fait partie de la sélection française pour l'épreuve en ligne Espoirs. Il parvient à s'imposer en solitaire, après avoir lâché dans le dernier tour de circuit son compagnon d'échappée, le Néerlandais Michel Kreder. Il est sacré champion du monde espoirs, accompagné sur le podium par le Colombien Carlos Betancur (médaille d'argent) et le Russe Egor Silin (médaille de bronze).

#### 2010-2013: Euskaltel
En 2010, Sicard participe à sa première course UCI ProTour en terminant 51e du Tour Down Under. Dans la foulée, il s'échappe sur les deux étapes du Tour du Haut-Var et en remporte le classement de la montagne. Il termine le mois d'avril sur une forme ascendante en terminant neuvième du Tour de La Rioja en Espagne. Puis, il prend fin mai la dixième place du Tour de Bavière. Début juin, il inscrit ses quatre premiers points au classement mondial UCI en terminant deuxième derrière Nicolas Vogondy de la quatrième étape du Critérium du Dauphiné à Risoul, épreuve qu'il termine aux portes du top dix. En juillet 2010, Bernard Hinault annonce dans L'Équipe magazine que malgré les six victoires françaises du Tour de France, il ne se reconnaît en aucun champion et cite alors Romain Sicard comme potentiel futur champion français attendu.
Malheureusement, les choses se compliquent et l’année 2011 est une année à oublier pour le jeune coureur français.  Son premier Grand Tour devait être le Tour d'Espagne 2011,. Finalement après une tendinite au genou droit qui le pousse à abandonner sur Paris-Nice, il est victime d’une chute lors de l’avant-dernière étape du Tour de Catalogne. En plus des séquelles laissées par cette chute, la douleur au genou se réveille. Après des examens approfondis, on apprend que Romain Sicard souffre en réalité d’une déficience musculaire de la jambe droite, couplée à des troubles d’alignement du bassin et du dos. Difficilement diagnostiquée par le corps médical, sa blessure ne lui permet pas de courir avant le 21 août 2011 et la Châteauroux Classic de l'Indre et le force au repos pendant plusieurs mois,
En 2012, il dispute son premier grand tour à l'occasion de la Vuelta. Il a comme ambition d'aider son leader Igor Antón et de jouer une victoire d'étape. Lors de l'avant-dernière étape, la plus montagneuse de l'épreuve, il s'échappe et finit cinquième au sommet du Bola del Mundo. Le lendemain, il termine 44e du classement général à Madrid. En 2013, il se classe notamment douzième de l'Eneco Tour.

#### 2014-2021: Europcar et Total Direct Énergie
À la fin de l'année 2013, l'équipe Euskaltel cesse son activité. Sicard rejoint alors l'équipe française Europcar. Lors de la saison 2014, il est aligné sur le Tour d'Italie où il aide son leader Pierre Rolland en montagne. Il est, plus tard dans la saison, proclamé leader de son équipe sur la Vuelta qu'il termine à la treizième place du classement général, à plus de 24 minutes du vainqueur Alberto Contador. Initialement présélectionné pour la course en ligne des championnats du monde, il ne figure pas dans la sélection finale.
Après un Tour d'Espagne 2015 terminé en quinzième position et une septième place dans l'unique contre-la-montre individuel de cette Vuelta, il prend la quatrième place de l'avant-dernière étape. Il est ensuite sélectionné pour le contre-la-montre des championnats du monde de Richmond en compagnie de Jérôme Coppel. Il s'y classe 46e sur 65 à près de 4 minutes du champion du monde Vasil Kiryienka.
En 2016, il est huitième du Critérium international, puis la saison suivante, il décoche plusieurs tops 10. Il est notamment deuxième du Tour du Gévaudan Languedoc-Roussillon, cinquième du Tour du Doubs, septième du Tour du Limousin et huitième de la Semaine internationale Coppi et Bartali.
Il participe au total à sept Tours de France, dont six d'affilée entre 2015 et 2020, avec comme meilleur résultat 31e en 2020. Le Tour d'Espagne lui réussit mieux avec deux tops 20 (13e en 2014 et 15e en 2015), en cinq participations. Il compte également une participation au Tour d'Italie en 2014 (51e du général), ainsi que onze autre sur les classique Monuments, avec une 28e place sur le Tour de Lombardie 2014 comme meilleur résultat.
En février 2021, après des examens médicaux, il doit reporter sa reprise de la compétition. Finalement, en avril, il est annoncé qu'il doit arrêter sa carrière, car le « bilan médical de la Fédération française de cyclisme a mis en évidence une pathologie cardiaque incompatible avec la poursuite de son activité de cycliste professionnel ».

### Encadrement d'équipes cyclistes
Romain Sicard entame en 2022 une formation à Montpellier d'entraîneur et de directeur sportif. Il intègre en 2023 l'encadrement du Team Iparralde, une équipe composée de coureurs basques juniors. Également impliqué dans l'équipe Vendée U, Sicard devient en 2024 directeur sportif dans la formation TotalEnergies,.

## Palmarès et classements mondiaux

### Palmarès sur route
- 2006
  - 2e de La Bernaudeau Junior
- 2007
  - Ronde du Sidobre
- 2008
  - Trophée de l'Essor
- 2009

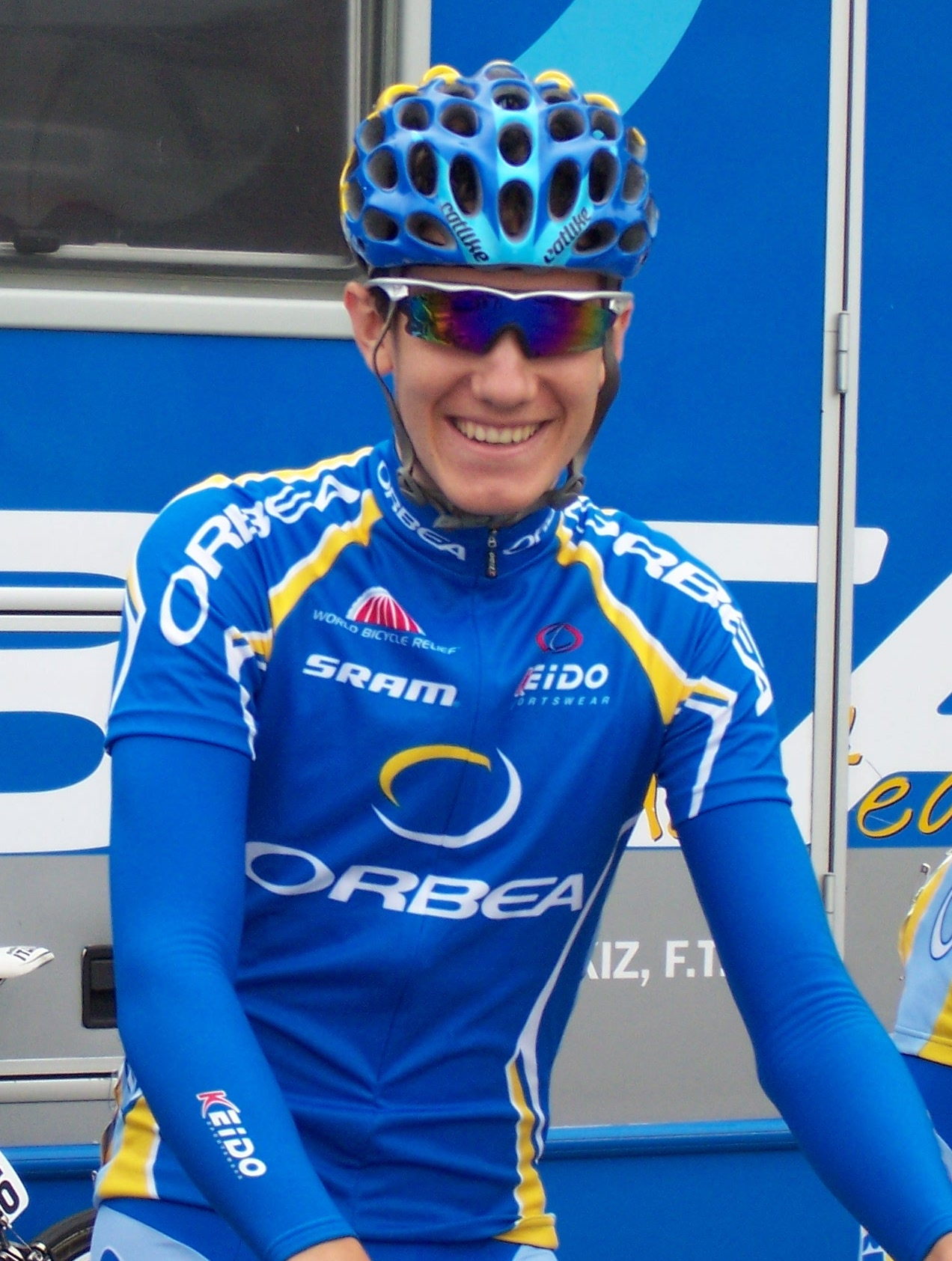
Romain Sicard lors de la Ronde de l'Isard 2009

  -  Champion du monde sur route espoirs
  - Subida al Naranco
  - 3e étape de la Ronde de l'Isard d'Ariège
  - Tour de l'Avenir :
    -  Classement général
    - 8e étape

  - 3e du Tour du Haut-Anjou
- 2017
  - 2e du Tour du Gévaudan Languedoc-Roussillon

### Résultats sur les grands tours

#### Tour de France
7 participations
- 2013 : 122e
- 2015 : 33e
- 2016 : 81e
- 2017 : 66e
- 2018 : 73e
- 2019 : 80e
- 2020 : 31e

#### Tour d'Italie
1 participation
- 2014 : 51e

#### Tour d'Espagne
5 participations
- 2012 : 44e
- 2014 : 13e
- 2015 : 15e
- 2016 : 55e
- 2020 : 45e

### Classements mondiaux
| Année                                 | 2009 | 2010 | 2011 | 2012 | 2013 | 2014 | 2015 | 2016 | 2017 | 2018  | 2019  | 2020 |
| ------------------------------------- | ---- | ---- | ---- | ---- | ---- | ---- | ---- | ---- | ---- | ----- | ----- | ---- |
| Calendrier mondial                    | nc   | 211e |      |      |      |      |      |      |      |       |       |      |
| UCI World Tour                        |      |      | nc   | 238e | nc   | 108e |      | nc   | nc   | nc    |       |      |
| Classement mondial                    |      |      |      |      |      |      |      | 755e | 396e | 1439e | 1242e | 573e |
| UCI Europe Tour                       | 22e  |      |      |      |      |      | 586e | 621e | 234e | 980e  | 863e  | 468e |
| UCI America Tour                      | nc   |      |      |      |      |      | nc   | 503e | nc   | nc    |       |      |
|                                       |      |      |      |      |      |      |      |      |      |       |       |      |
| Légende : nc = non classéSource : UCI |      |      |      |      |      |      |      |      |      |       |       |      |

### Palmarès sur piste
- 2004
  -  Champion de France de l'américaine cadets
- 2006
  - 3e du championnat de France de l'américaine juniors
- 2008
  -  Champion de France du scratch